# Bistum Erfurt

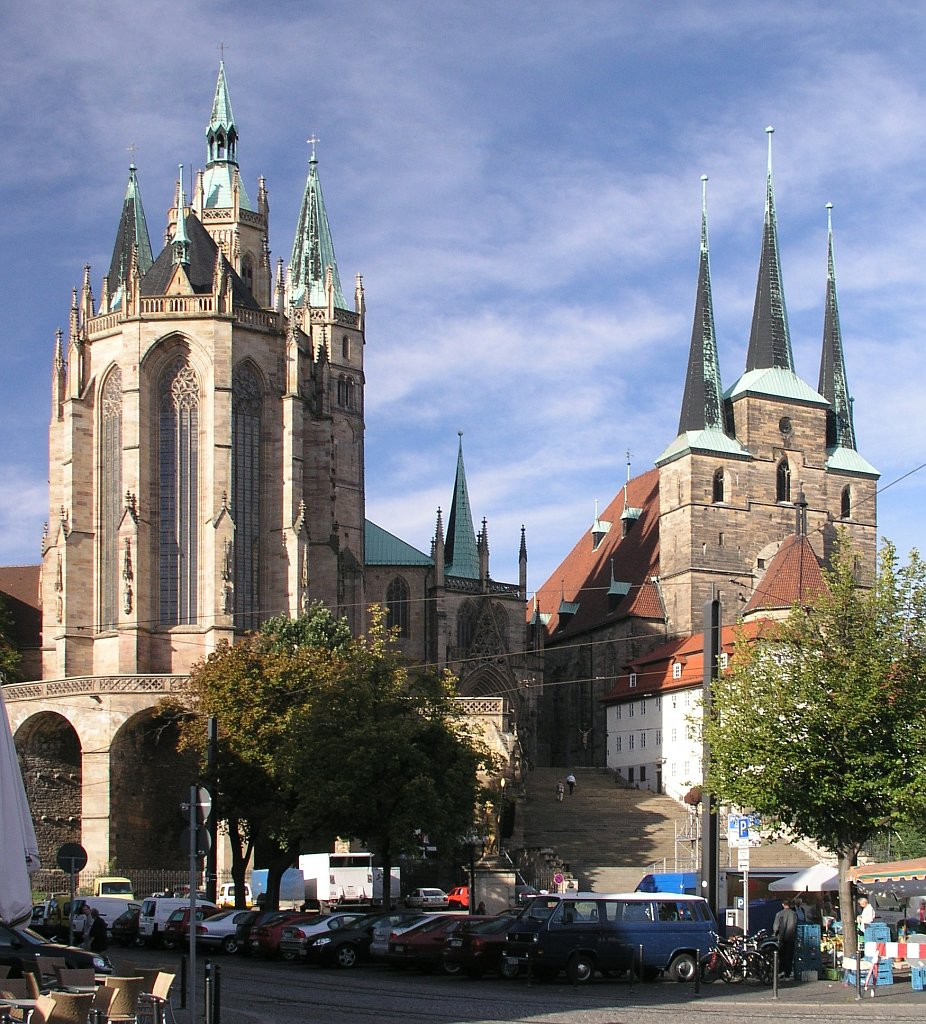
Erfurter Dom und Severikirche

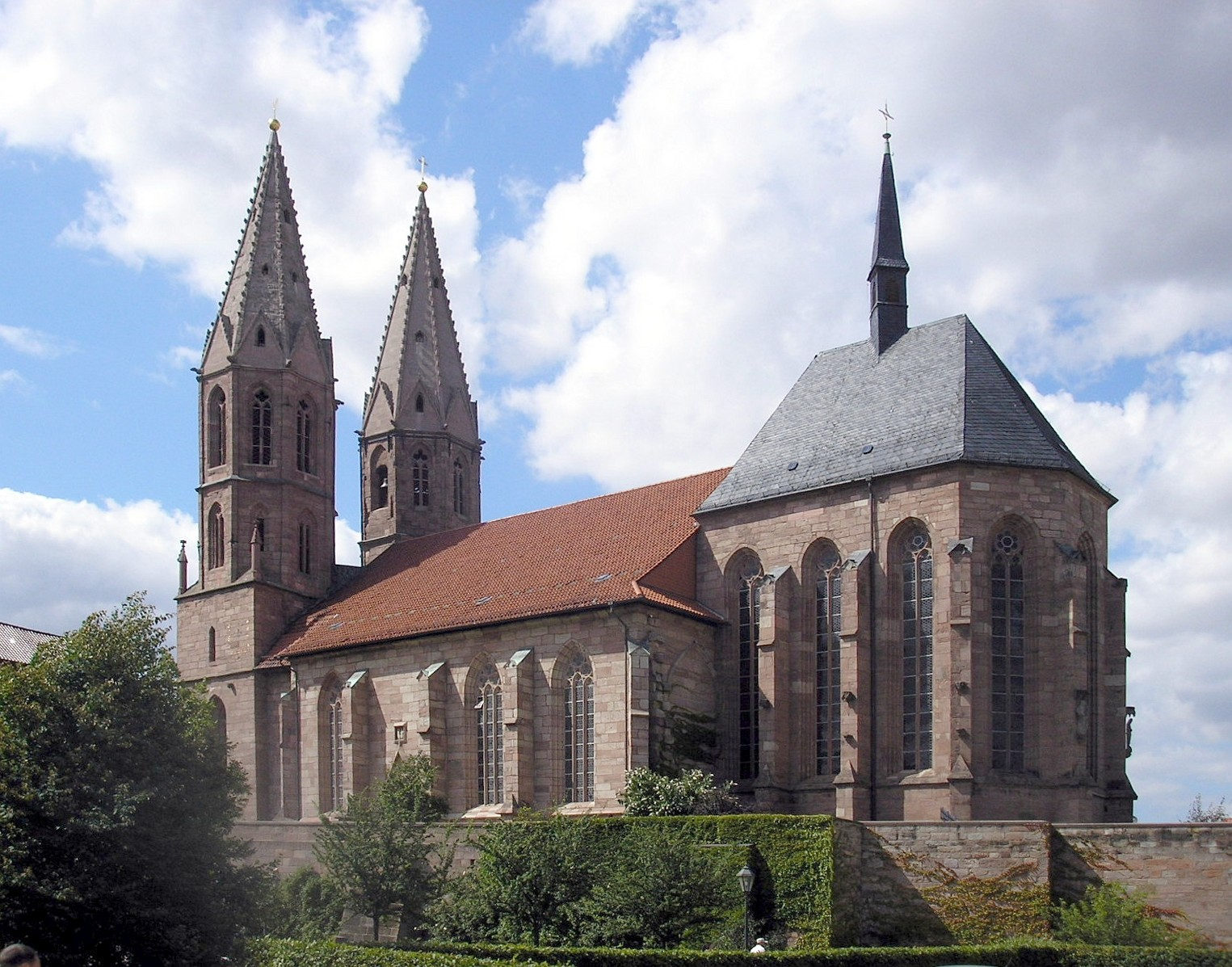
St. Marien in Heiligenstadt – Zentrum des katholischen Eichsfeldes

Das Bistum Erfurt (lat.: Dioecesis Erfordiensis) ist eine römisch-katholische Diözese in Thüringen. Bischof und Domkapitel haben an der Kathedrale Beatae Mariae Virginis in Erfurt ihren Sitz.
Katholisch geprägte Gebiete im Bistum sind das Eichsfeld, wo sich fast zwei Drittel der Gemeinden befinden, und in geringem Maße auch die Stadt Erfurt. Dies resultiert aus der engen geschichtlichen Bindung der beiden Regionen an Kurmainz. Die sonstigen Gebiete des Bistums gehörten früher zu Kursachsen oder einem der Thüringischen Staaten und sind dementsprechend evangelisch-lutherisch geprägt. Die Katholiken stellen dort nur eine kleine Minderheit in der Bevölkerung.

## Geschichte
Der heilige Bonifatius gründete erstmals 742 ein Bistum in Erfurt. Dieses wurde aber bereits 755 wieder aufgelöst und dem Bistum Mainz zugeschlagen. Einziger Bischof war Adalar.
Ab 1821 gehörte Thüringen größtenteils zum Gebiet des Bistums Paderborn. Mit dem Preußischen Konkordat von 1929 erfolgte eine Neuordnung der Bistümer. Für das Gebiet des ehemaligen Herzogtums Sachsen-Meiningen, größtenteils südlich vom Thüringer Wald gelegen, war der Bischof von Würzburg zuständig. Die Gebiete der ehemaligen reußischen Fürstentümer und des ehemaligen Herzogtums Sachsen-Altenburg, im Osten gelegen, kamen zum Bistum Meißen und für den Rest, das nördliche Gebiet Thüringens, war der Bischof von Fulda zuständig.
Nach dem Zweiten Weltkrieg wurde es für die Bischöfe aus Fulda und Würzburg infolge der deutschen Teilung und des Eisernen Vorhangs immer schwieriger, die Amtsgeschäfte im thüringischen Teil ihrer Bistümer wahrzunehmen. Deshalb folgte 1946 für das östliche Gebiet des Bistums Fulda die Errichtung eines Bischöflichen Generalvikariats in Erfurt mit Einsetzung des Erfurter Dompropstes Joseph Freusberg als Generalvikar, der 1953 auch Weihbischof wurde. Sein Nachfolger Hugo Aufderbeck wurde 1968 zum Bischöflichen Kommissar ernannt. Das Bistum Würzburg hatte bereits nach 1920 das Bischöfliche Kommissariat Meiningen errichtet und ernannte es 1959 zum Bischöflichen Generalvikariat in Meiningen und setzte Joseph Schönauer als Generalvikar ein (ab 1967 Bischöflicher Kommissar). Sein Nachfolger war 1970 Karl Ebert.
Mit der Neuordnung der katholischen Kirche in der DDR wurden 1973 per Dekret des Heiligen Stuhls die Gebiete der Bistümer Fulda und Würzburg dem neuen Bischöflichen Amt Erfurt-Meiningen zugeordnet, gehörten aber weiterhin rechtlich zu den beiden Bistümern. Leiter des Bischöflichen Amtes wurde als Apostolischer Administrator, Hugo Aufderbeck, dem 1981 Joachim Wanke nachfolgte.
Nach einem Vertrag zwischen dem Heiligen Stuhl und dem Freistaat Thüringen über die Errichtung des Bistums Erfurt vom 14. Juni 1994 wurde das Bischöfliche Amt Erfurt-Meiningen am 8. Juli 1994 mit der Apostolischen Konstitution Quo aptius durch Papst Johannes Paul II. zum Bistum erhoben und der Kirchenprovinz Paderborn zugeordnet. Joachim Wanke kann seitdem als Diözesanbischof bezeichnet werden. Das Dekanat Geisa in der thüringischen Rhön verblieb aufgrund geschichtlich sehr enger Verbindungen beim Bistum Fulda.
Mit dem Apostolischen Schreiben Fideles ecclesialis bestätigte Johannes Paul II. am 21. September 1994 die heilige Elisabeth von Thüringen als Bistumspatronin; der heilige Bonifatius und der heilige Kilian wurden Mitpatrone.

## Gegenwart
Bedingt durch den demografischen Wandel sinkt die Zahl der Gläubigen beträchtlich – dies hat direkten Einfluss auf die Kirchenstruktur. Zum 1. Januar 2005 begann eine Strukturreform, bei der die Anzahl der Dekanate von 14 auf 7 und die Pfarreien von 120 zunächst auf 95 reduziert wurde. 2008 wurde die Anzahl der Pfarrgemeinden weiter auf 74 gesenkt, 2014 hatte sich die Zahl der Pfarreien mit 63 im Vergleich zu 2005 fast halbiert. Die aufgelösten Pfarreien bestehen weiter als Filialgemeinden einer größeren Pfarrei fort. Bis zum Jahr 2020 sollen die Pfarreien durch schrittweise Zusammenlegungen weiter auf 33 verringert werden. Dies ist vor allem dem Priestermangel im Bistum geschuldet. Da dadurch allerdings viele Pfarreien sehr groß werden und ihnen teils mehrere Filialgemeinden zugeordnet sein sollen, setzt das Bistum verstärkt auf die Arbeit von Laien, unter anderem als Diakonatshelfer.
Mit Wirkung zum 1. Oktober 2012 nahm Papst Benedikt XVI. das Rücktrittsgesuch des Bischofs Wanke aus gesundheitlichen Gründen an. Seitdem befand sich das Bistum in der Sedisvakanz. Am 2. Oktober 2012 wählte das Erfurter Domkapitel Weihbischof Reinhard Hauke zum Diözesanadministrator. Fast zwei Jahre nach dem Rücktritt von Bischof Wanke wurde am 19. September 2014 die Ernennung des bisherigen Weihbischofs in Mainz, Ulrich Neymeyr, zum Bischof von Erfurt durch Papst Franziskus bekanntgegeben. Am 22. November 2014 wurde Neymeyr im Erfurter Dom ins Amt eingeführt. 

## Bischöfe
Zur Zeit der ersten Bistumsgründung
- 742–754 Adalar

Apostolische Administratoren des Bischöflichen Amtes Erfurt-Meiningen:
- 1973–1981 Hugo Aufderbeck
- 1981–1994 Joachim Wanke

Bischöfe des Bistums Erfurt:
- 1994–2012 Joachim Wanke
- 2014–0000 Ulrich Neymeyr

Weihbischöfe des Bischöflichen Amtes Erfurt-Meiningen:
- 1973–1974 Karl Ebert
- 1975–1980 Joachim Meisner

Weihbischöfe im Bistum Erfurt:
- 1985–2004 Hans-Reinhard Koch
- 2005–0000 Reinhard Hauke

## Bistumsgliederung
Das Bistum Erfurt gliedert sich in sieben Dekanate und 33 Pfarreien (Stand 2022):
Von den 33 Pfarreien liegen 19 im katholisch geprägten Eichsfeld im Nordwesten Thüringens und drei in der Stadt Erfurt, in der es traditionell eine starke katholische Minderheit gibt. Die übrigen zwölf Pfarreien sind Diaspora-Gemeinden, die sich jeweils über mehrere Landkreise erstrecken. Die katholischen Gemeinden dieser traditionell evangelischen Gebiete gehen auf Zuwanderung seit dem 19. Jahrhundert zurück, vor allem zur Zeit der Industrialisierung, durch Flucht und Vertreibung nach dem Zweiten Weltkrieg sowie durch Zuzug aus den alten Bundesländern und dem Ausland seit 1990.

## Kirchliche Einrichtungen

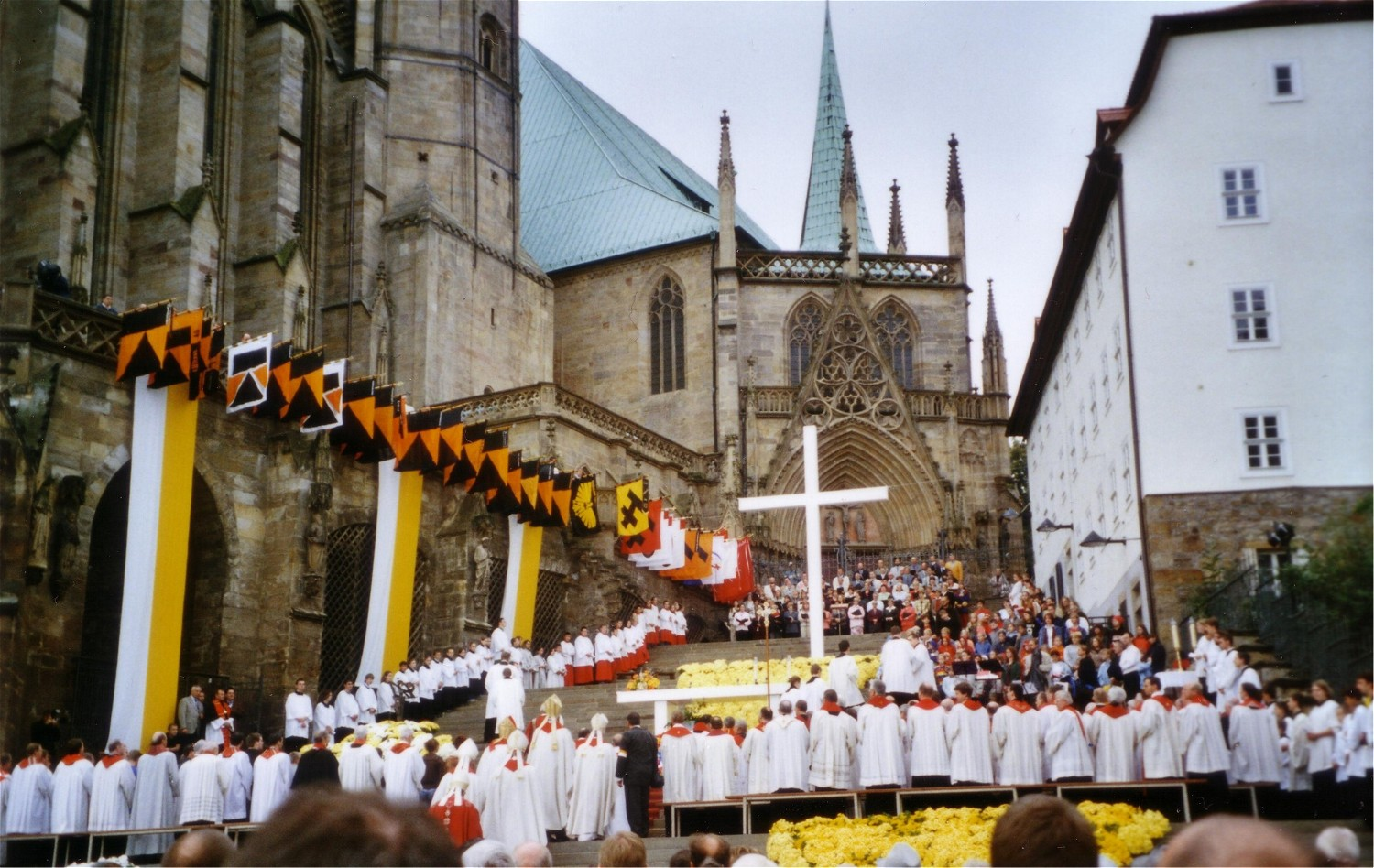
Hochamt anlässlich der Bistumswallfahrt 2004 auf den Domstufen in Erfurt

- Katholisch-Theologische Fakultät der Universität Erfurt
- Katholisches Priesterseminar Erfurt
- Interdiözesanes Offizialat Erfurt

### Studentengemeinden
An den kleineren Hochschulstandorten des Bistums sind die Ortspfarrer gleichzeitig als Hochschulseelsorger eingesetzt. In Erfurt, Ilmenau und Jena existieren zudem eigene Studentengemeinden (KSG).
Die Gemeinden in Jena und Weimar wurden viele Jahre lang von einem gemeinsamen Seelsorger betreut, der nur für die Studentenseelsorge abgestellt war. Seit 2010 wurde dieses Amt nicht mehr von einem Priester, sondern durch eine Referentin begleitet, da Pfarrer Pohlmann als Nachfolger von Monsignore Karl-Heinz Ducke die Ortsgemeinde Jena übernommen hatte. Bis 2012 wurde die Gemeinde in Erfurt durch den Dompfarrer betreut. Durch einen notwendig gewordenen Personalwechsel ist die Seelsorge anschließend durch einen Mitarbeiter der Theologischen Fakultät in Erfurt übernommen worden.
Auch die Gemeinde in Ilmenau verlor ihren Pfarrer. 2016 wurden die Pfarrgemeinden Arnstadt und Ilmenau fusioniert, wobei das Pfarramt nach Arnstadt zog. Eine anschließend geplante gemeinsame Studentenseelsorge für Erfurt und Ilmenau erwies sich nicht als praktikabel.
Zum Wintersemester 2023/24 sind drei Studentengemeinden mit eigenen Hochschulseelsorgern in Teilzeit ausgestattet. Die KSG Ilmenau betreut seit 2022 der promovierte Theologe Markus Schnauß, der zuvor Seelsorger der Erfurter KSG war. In Jena ist Diakon Daniel Pomm Hochschulseelsorger. In der KSG Erfurt ist seit Sommer 2022 die Theologin Anna Reinhardt als Hochschulseelsorgerin tätig.

### Klöster

#### Frauenorden
- Thuiner Franziskanerinnen Dingelstädt
- Magladenerinnenkloster Erfurt
- Ursulinenkloster Erfurt
- Kongregation der Schwestern vom Guten Hirten Erfurt
- Schönstätter Marienschwestern Friedrichroda und Heilbad Heiligenstadt
- Kleine Schwestern Jesu-Kloster Gräfentonna
- Heiligenstädter Schulschwestern Heilbad Heiligenstadt und Schimberg
- Vinzentinerinnenkloster Heilbad Heiligenstadt
- Society of Kristudasis St. Johannesstift Ershausen

#### Männerorden
- Augustinerkonvent Erfurt
- Redemptoristenkloster St. Klemens Heilbad Heiligenstadt
- Franziskanerkloster Hülfensberg
- Salesianer Don Boscos Heilbad Heiligenstadt

#### Ehemalige Klöster
- Karmelitinnenkloster St. Teresa Weimar-Schöndorf

### Schulen
- Edith-Stein-Schule Erfurt
- Bergschule St. Elisabeth, katholisches Gymnasium Heilbad Heiligenstadt

### Häuser des Bistums
- Familienzentrum „Kloster Kerbscher Berg“, Dingelstädt
- Bildungshaus St. Ursula, Erfurt
- Bildungsstätte St. Martin, Erfurt
- Jugendhaus St. Sebastian (SEB), Erfurt
- Marcel-Callo-Haus (MCH), Heilbad Heiligenstadt

## Kultur und Sehenswürdigkeiten

### Kirchen
- Erfurter Dom und Gloriosa (größte mittelalterliche freischwingende Glocke der Welt)
- Kirchen des Bistums Erfurt

### Wallfahrtsorte

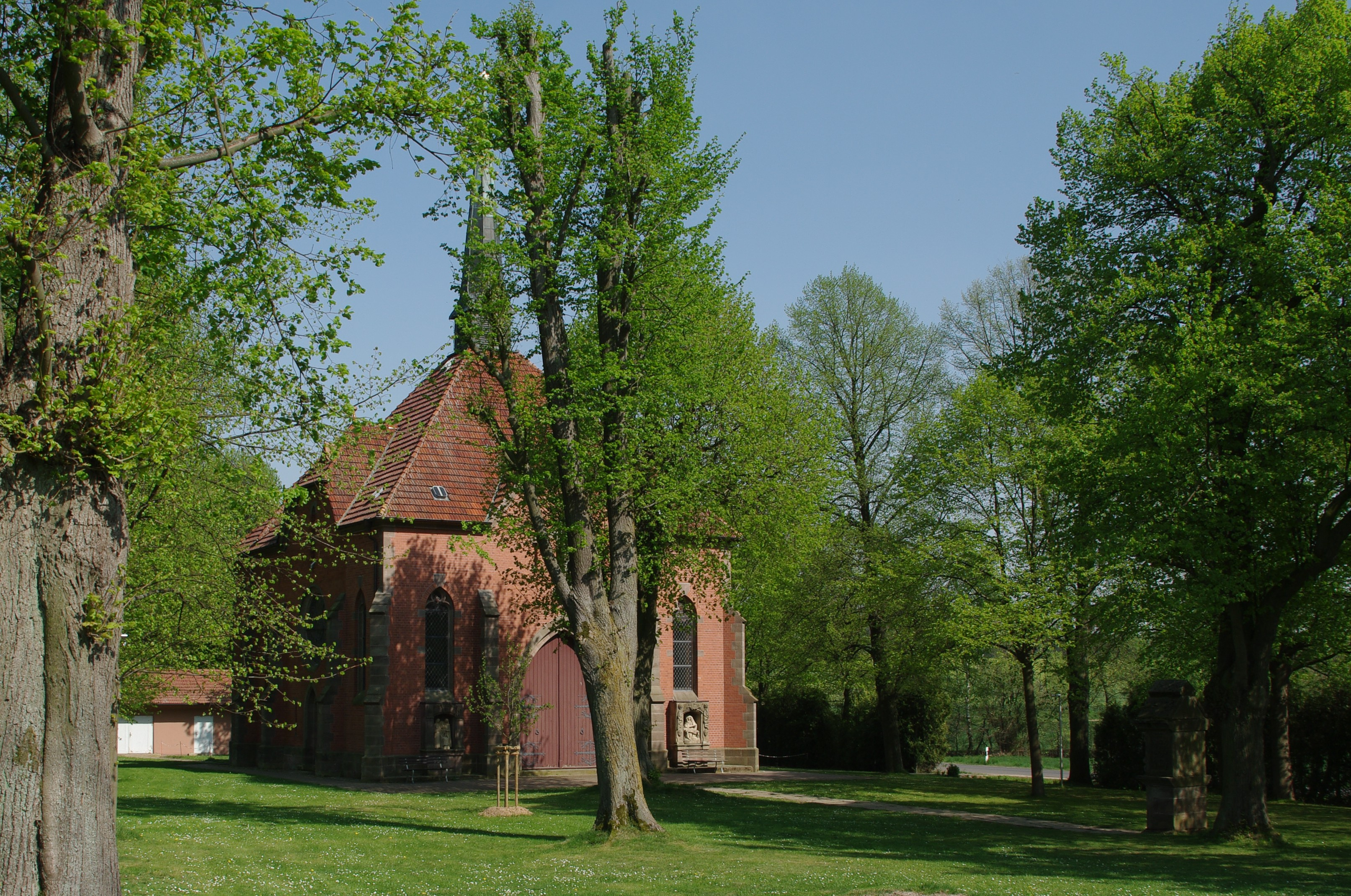
Die Wallfahrtskapelle Etzelsbach

- Hülfensberg (bei Döringsdorf, Südeichsfeld)
- Klüschen Hagis (bei Wachstedt, Eichsfeld)
- Kerbscher Berg (in Dingelstädt, Eichsfeld)
- St. Antonius (Worbis)
- Gnadenort Etzelsbach

Die wichtigsten Wallfahrten des Bistums sind die Männerwallfahrt zum Klüschen Hagis, die Frauenwallfahrt zum Kerbschen Berg, sowie die Bistumswallfahrt und die Jugendwallfahrt zum Domberg in Erfurt. Daneben existieren viele kleinere Wallfahrten, vor allem im katholisch geprägten Eichsfeld.
Das Gebiet der Diözese wird auch von mehreren historischen Wallfahrtswegen durchzogen. Zum großen Teil wurden diese erst nach der Wiedervereinigung 1989/1990 wiederhergestellt.

## Kirchenschließungen
Im Gebiet des Bistums Erfurt wurde, wie auch in vielen anderen katholischen Bistümern in Deutschland, in den letzten Jahren aus Kostengründen der Immobilienbestand reduziert, 27 Kirchen (Stand: 2023) wurden profaniert.

## Diözesankalender
Im Bistum Erfurt wird der Regionalkalender für das deutsche Sprachgebiet um die folgenden Eigenfeiern ergänzt (dahinter jeweils der Rang):
- 01. Februar: Hl. Severus, Bischof von Ravenna – g
- 12. Februar: Hl. Gregor II., Papst – g
- 13. März: Hl. Paulina, Ordensfrau – g
- 30. Mai: Sel. Otto Neururer, Priester und Märtyrer – g
- 07. Juni: Hll. Adalar und Eoban, Bischöfe und Märtyrer – im Erfurter Dom G, im restlichen Bistum g
- 27. Juni: Hll. Aureus, Bischof und Justinus, Diakon (beide Märtyrer) – in Heiligenstadt g
- 07. Juli Hll. Willibald, Bischof, und Wunibald, Abt – G
- 08. Juli: Hl. Kilian, Bischof, Glaubensbote, Märtyrer, Mitpatron des Bistums – G (im RK g)
- 12. August: Hl. Radegunde von Thüringen, Königin – G
- 13. August: Hl. Wigbert, Abt – G
- 28. September: Hl. Lioba und Thekla, Äbtissinnen – g
- 09. Oktober: Hl. Gunther von Thüringen, Einsiedler, Glaubensbote – G
- 14. Oktober: Hl. Burkhard, Bischof – g
- 27. Oktober: Jahrestag der Weihe des Domes zu Erfurt – im Dom H, im restlichen Bistum F
- 05. November: Weihetag der konsekrierten Kirchen, die nicht ihren wirklichen Weihetag feiern – H
- 11. November: Hl. Martin von Tours, Patron der Stadt Erfurt und des Eichsfeldes – in der Stadt Erfurt H, im Eichsfeld F
- 19. November: Hl. Elisabeth von Thüringen, Landgräfin, Patronin des Bistums – F
- 09. Dezember: Sel. Liborius Wagner, Priester und Märtyrer – g

Abkürzungen: H = Hochfest, F = Fest, G = gebotener Gedenktag, g = nicht gebotener Gedenktag, RK = Regionalkalender für das deutsche Sprachgebiet